# Pomatostomidae
Famille
Les Pomatostomidae  sont une famille d'oiseaux  de l'ordre des Passeriformes (les passereaux, composées de 5 espèces nommées pomatostomes, réparties en deux genres. Le Méliphage à oreillons bleus (Entomyzon cyanotis), unique représentant du genre Entomyzon, est une espèce de passereaux de la famille des Meliphagidae. Avec 29,5 cm de long, il est plutôt grand pour un méliphage. Il a un plumage caractéristique, avec des parties supérieures olive, des parties inférieures blanches et une tête et une gorge noires. Il possède une marque blanche sur l'arrière de la tête et un trait malaire également blanc à la base de son bec. Il est facilement reconnaissable par les taches bleues de peau déplumée qu'il a sur les joues lorsqu'il est adulte. Chez le jeune, cette marque est jaune. Les mâles et les femelles sont d'apparence semblable.
Les Méliphages utilisent souvent d'anciens nids de pomatostomes, qu'ils rénovent, et où la femelle pond et couve deux ou trois œufs.

## Description
Les pomatostomes sont des petits oiseaux à longue queue et à bec faiblement recourbé pour la plupart endémiques de l'Australie.

## Liste alphabétique des espèces
D'après la classification de référence (version 5.2, 2015) du Congrès ornithologique international (ordre phylogénique) :
- genre Garritornis
  - Garritornis isidorei (Lesson, 1827) – Pomatostome d'Isidore
- genre Pomatostomus Cabanis, 1850
  - Pomatostomus temporalis (Vigors & Horsfield, 1827) – Pomatostome à calotte grise
  - Pomatostomus halli Cowles, 1964 – Pomatostome de Hall
  - Pomatostomus superciliosus Vigors & (Horsfield, 1827) – Pomatostome bridé
  - Pomatostomus ruficeps  (Hartlaub, 1852) – Pomatostome à calotte marron

### GenrePomatostomidae
- (en) Zoonomen Nomenclature Resource (Alan P. Peterson) : Pomatostomidae
- (en) Tree of Life Web Project : Pomatostomidae
- (fr) Oiseaux.net : Pomatostomidae
- (en) Animal Diversity Web : Pomatostomidae
- (en) UICN : taxon  Pomatostomidae  (consulté le 6 janvier 2023)

### GenrePomatostomus
- (en) Congrès ornithologique international : Pomatostomus dans l'ordre Passeriformes
- (en) Zoonomen Nomenclature Resource (Alan P. Peterson) : Pomatostomus  dans Pomatostomidae
- (en) Animal Diversity Web : Pomatostomus
- (en) NCBI : Pomatostomus (taxons inclus)
- (en) UICN : taxon  Pomatostomus  (consulté le 6 janvier 2023)